# Neil Taylor (muzyk)
Neil Martin Taylor (ur. 26 stycznia 1961) – brytyjski muzyk rockowy; gitarzysta, wokalista i kompozytor, znany z wieloletniej współpracy z Robbie’em Williamsem.

## Dyskografia
- Tears for Fears – Songs from the Big Chair (1985)
- Red Box – The Circle & The Square (1986)
- Climie Fisher – Everything (1987)
- Jane Wiedlin – Fur (1988)
- Holly Johnson – Blast (1989)
- Tina Turner – Foreign Affair (1989)
- Morrissey – The Last of the Famous International Playboys (1989)
- Tears for Fears – The Seeds of Love (1989)
- Easterhouse – Waiting for the Redbird (1989)
- Propaganda – 1234 (1990)
- Tina Turner – Simply the Best (1991)
- Howard Jones – In the Running (1992)
- Simon Climie – Soul Inspiration (1992)
- The Beloved – Conscience (1993)
- Wendy James – Now Ain't the Time for Your Tears (1993)
- Chris de Burgh – This Way Up (1994)
- Heather Nova – Siren (1998)
- Robbie Williams – Sing When You’re Winning (2000)
- Natalie Imbruglia – White Lilies Island (2001)
- Naked Eyes – Everything and More (2001)
- Nick Carter – „Help Me” (2002)
- Robbie Williams – Escapology (2003)
- Brian McFadden – „Real to Me” (2004)
- Natalie Imbruglia – Counting Down the Days (2005)
- Robbie Williams – Intensive Care (2005)
- James Morrison – Undiscovered (2006)
- Robbie Williams – Rudebox (2006)
- Neil Taylor – No Self Control (2011)
- Neil Taylor – Chasing Butterflies (2012)
- Neil Taylor – No God Like Rock 'n' Roll (2013)
- Robbie Williams – Under the Radar Volume 1 (2014)
- Neil Taylor – Silverwing (2015)
- Robbie Williams – Under the Radar Volume 2 (2017)